# Trentepohlia sarawakensis
Trentepohlia sarawakensis är en tvåvingeart som beskrevs av Edwards 1926. Trentepohlia sarawakensis ingår i släktet Trentepohlia och familjen småharkrankar. Inga underarter finns listade i Catalogue of Life.